# Alkuin

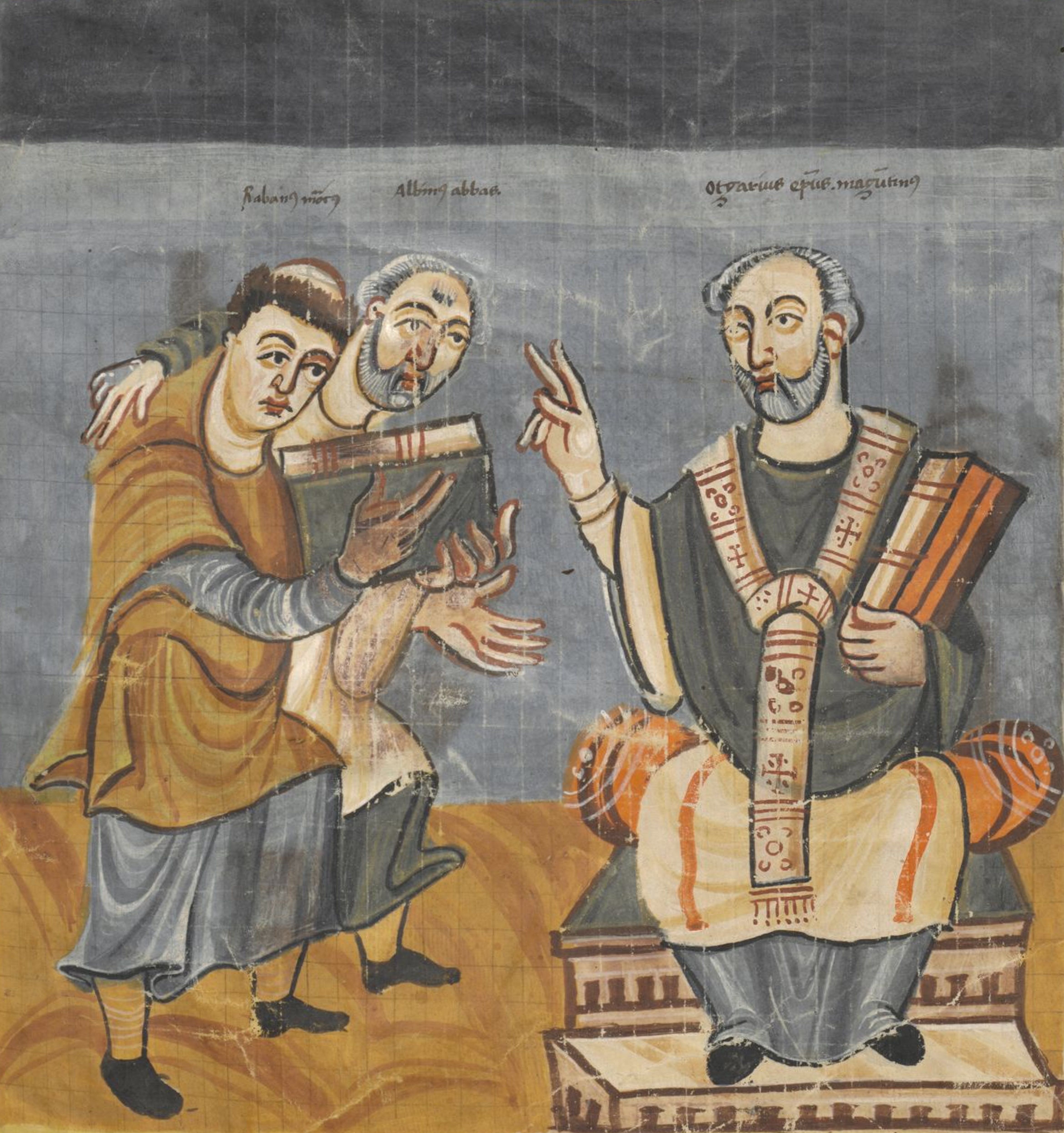
Der junge Hrabanus Maurus (links), unterstützt von seinem Lehrer Alkuin, dem Abt des Stifts St. Martin zu Tours (Mitte), überreicht dem Heiligen Martin, Erzbischof von Tours, (rechts) sein Werk De laudibus sanctae crucis. Darstellung in einem Manuskript aus Fulda um 830/40 (Wien, ÖNB cod. 652, fol. 2v)

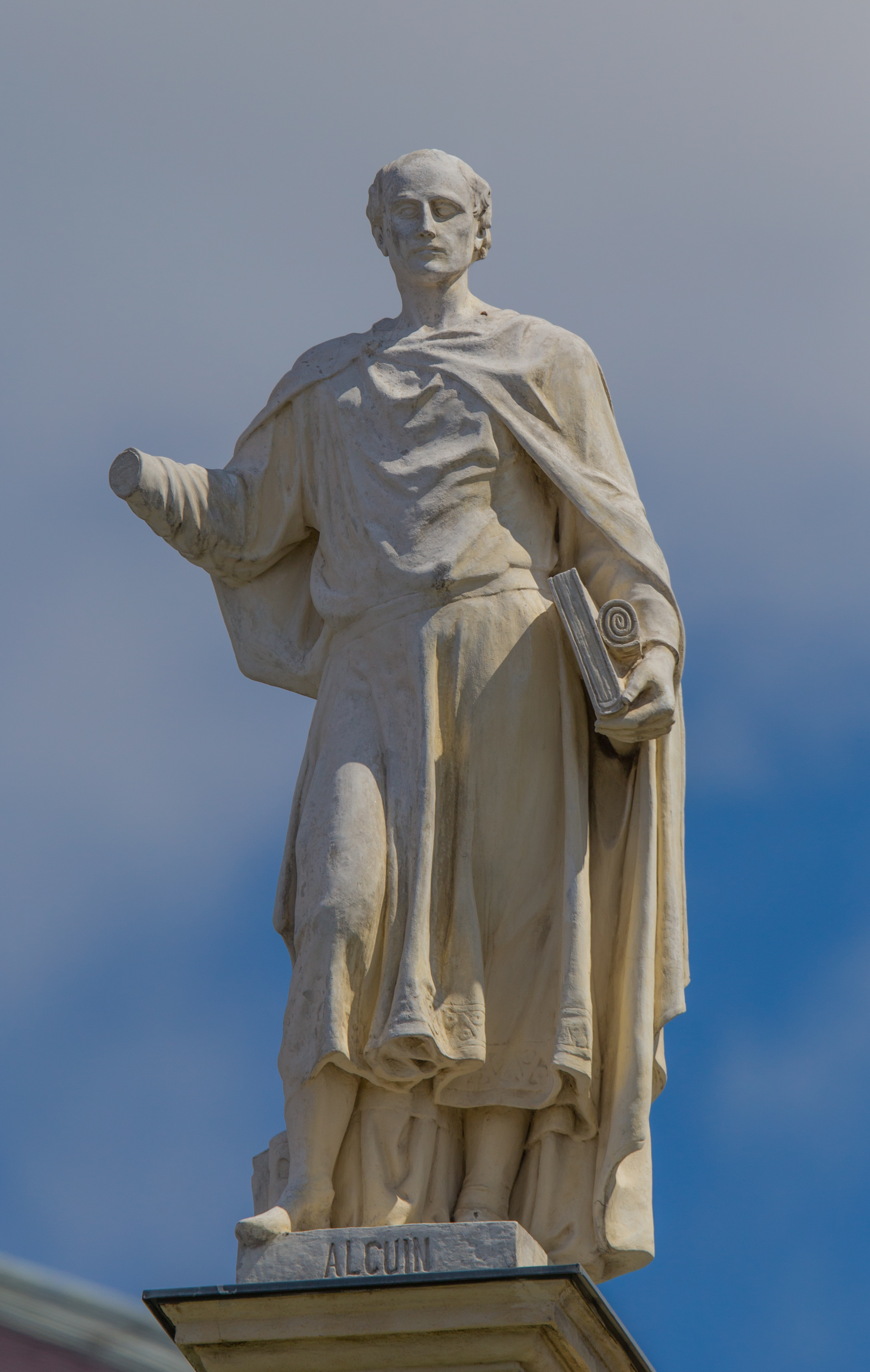
Alkuin als Dachfigur des Kunsthistorischen Museums, Wien

Alkuin (angelsächsisch Ealhwine, auch Alhwin, Alchoin, inschriftlich ALCHVVINVS, latinisiert Albinus mit Beinamen Flaccus; * 735 in der Nähe von York in Northumbria; † 19. Mai 804 in Tours?) war ein frühmittelalterlicher Gelehrter und der wichtigste Berater Karls des Großen.

## Leben
Alkuin war der Sohn einer Adelsfamilie und wuchs in Yorkshire auf. Er war Schüler der weit über die britischen Inseln hinaus anerkannten Domschule in York und später deren Leiter. An dieser unterrichtete er unter anderen auch den als heilig verehrten Liudger, den „Apostel der Friesen“. Im Jahre 781 traf er Karl den Großen in Parma und akzeptierte dessen Einladung, zu ihm an die Hofschule nach Aachen zu kommen, eine Einrichtung der sogenannten Hofkapelle. Ab 782 übernahm Alkuin deren Leitung, wodurch er großen Einfluss auf die Elite des Frankenreichs ausübte.
In dieser Funktion avancierte Alkuin, der als größter Gelehrter seiner Zeit galt, zum einflussreichsten Ratgeber Karls des Großen in Staats- und Kirchenfragen, wenngleich er sich mit seinen Vorstellungen nicht immer durchsetzen konnte. So wandte er sich vergeblich gegen die Gewaltanwendung bei der Missionierung der Sachsen. Im Gegensatz etwa zu Karls Biografen Einhard entwickelte Alkuin die Konzeption eines Sakralkönig- bzw. Kaisertums (Karl als neuer König David oder Konstantin der Große) und sah in Karl den Verteidiger der Kirche und Herrscher über ein christliches Universalreich. Zwischen 789 und 793 reiste er mehrmals nach England.
In der Frage des Bilderstreits scheint er eine gemäßigte Position eingenommen zu haben, wie sie auch bei seinem Schüler Rabanus Maurus zu beobachten ist, der mit seinem Figurengedichtzyklus De laudibus sanctae crucis für Bilder als Medien der Offenbarung und Verkündigung Position bezog. Als Verfasser der bildkritischen Libri Carolini sieht die neuere Forschung aufgrund westgotischer Orthografie und des Einflusses mozarabischer Liturgie sowie Abwesenheit Alkuins während der Entstehungszeit nicht mehr diesen, sondern den aus Spanien stammenden Theodulf von Orléans an.
Als Gegner des Adoptianismus trug er erheblich dazu bei, dass diese Lehre auf den Synoden von Frankfurt (794) und Aachen (799) als Irrlehre verurteilt wurde. Im Jahre 796 verließ er den Hof und wurde, obwohl er selbst kein Priester war, sondern lediglich Diakon, von Karl dem Großen zum Abt von Saint-Martin de Tours ernannt, möglicherweise, um ihn wegen seiner offenen Kritik am Vorgehen Karls in den Sachsenkriegen vom Hof zu entfernen.

## Wirken

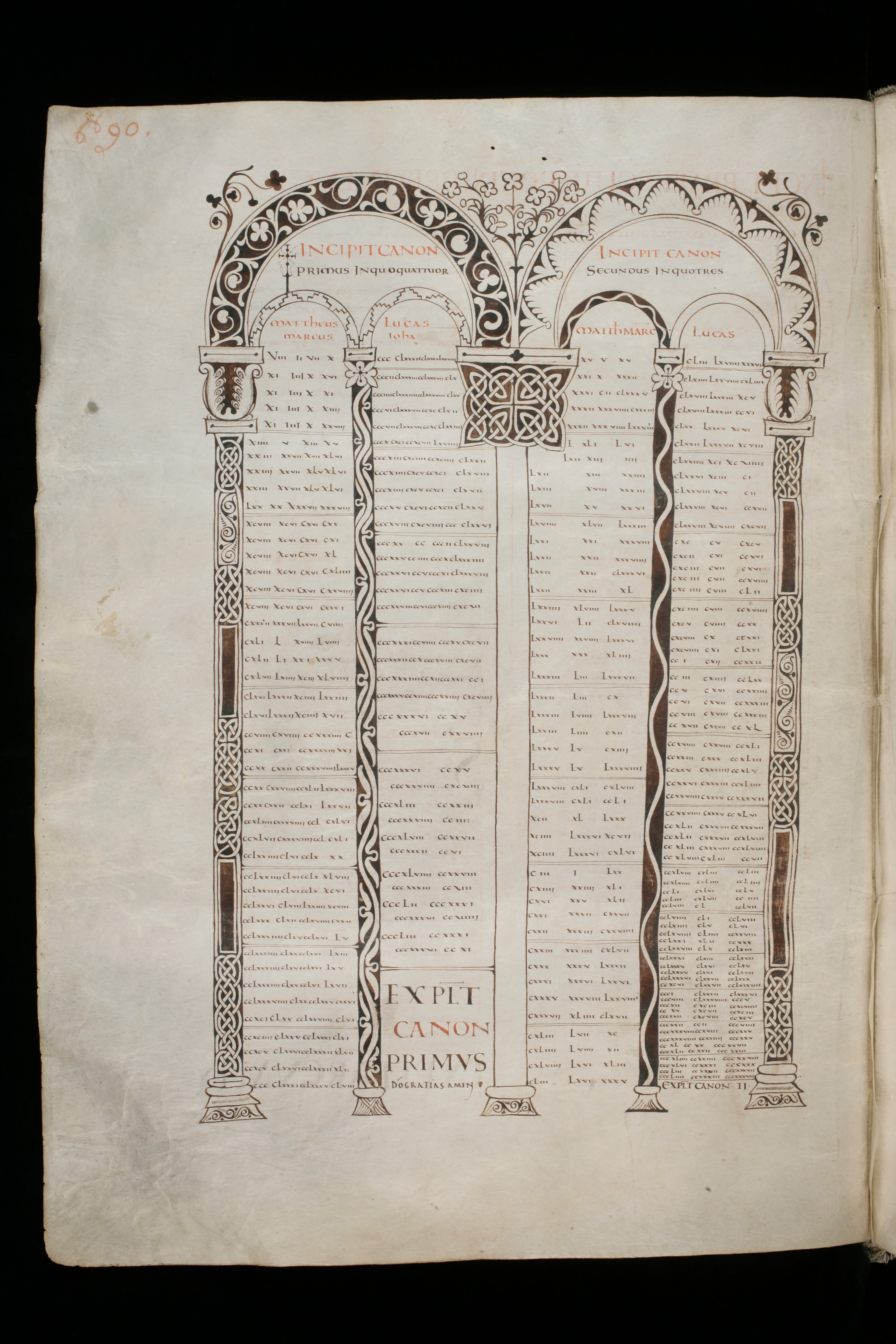
Die älteste erhaltene Alkuin-Bibel (St. Gallen, Stiftsbibliothek, codex 75) ungefähr aus dem Jahr 801/804, also zur Zeit des Bilderstreits, zeigt nur spärliche Dekoration: hier (S. 690) die erste und zweite Kanontafel mit der Liste der Übereinstimmung unter allen vier bzw. unter drei Evangelien. In den Jahren nach 820 wurden die turonischen Bibeln immer stärker mit karolingischen Buchmalereien versehen.

Alkuin war ein bedeutender Vermittler der in England und Irland durch die Zeit der Völkerwanderung hindurch ins Frankenreich geretteten lateinischen Bildung, die er als Lehrer zahlreichen Schülern, darunter Hrabanus Maurus und Karl dem Großen selbst, vermittelte. Er gilt als einer der Begründer der Karolingischen Renaissance und ist mitverantwortlich für die Verbreitung der karolingischen Minuskel, einer aus Kleinbuchstaben bestehenden Schrift, die vom späten 8. bis in das 12. Jahrhundert im Gebrauch war und aufgrund ihrer Wiederbelebung durch die Humanisten als Vorbild für die heute verwendeten Kleinbuchstaben gilt.
Sein Schaffen war von umfassender Leistung auf allen Gebieten der frühmittelalterlichen Wissenschaft geprägt. Neben theologischen Abhandlungen, unter denen er selbst die drei Bücher über die Trinität (De fide sanctae et individuae Trinitatis) als sein Hauptwerk betrachtete und die man nach Albert Hauck als den Anfang der mittelalterlichen Theologie ansehen darf, sind zahlreiche andere seiner Werke erhalten geblieben, darunter 311 Briefe, in denen sich das Spektrum seiner vielfältigen Beziehungen als Gelehrter und Berater zur königlichen Familie, Hofleuten, geistlichen Führern und Gemeinschaften widerspiegelt.
Die älteste Sammlung mathematischer Probleme in lateinischer Sprache, die Propositiones ad acuendos iuvenes, wird Alkuin zugeschrieben. Eine deren Lösungen ist die nach ihm benannte Alkuin-Folge.
Weiterhin erhalten sind Gedichte – darunter ein Briefgedicht an Karl den Großen und die Aachener Hofgesellschaft –, Predigten, historiographische, biographische, theologische Werke sowie Abhandlungen über Rhetorik, Dialektik und Astronomie. Der Traktat Musica Albini konnte inzwischen auch Alkuin zugeordnet werden und wird im Kontext mit einem zeitgleich in Aachen entstandenen karolingischen Tonar verständlich. Die größte zeitgenössische Breitenwirkung dürfte die von Alkuin begonnene Überarbeitung der Vulgata entfaltet haben. In seinem Stift Saint-Martin de Tours entstanden auf seine Anregung hin die sogenannten Alkuin-Bibeln, Bibelpandekten mit dem revidierten Vulgatatext und aufwendiger Illumination (Buchmalerei). De fide sanctae et individuae Trinitatis hatte nicht zuletzt eine politische Dimension, indem es dem Kaiser neben der weltlichen auch eine kirchliche Lehrautorität zusprach.
Eine ihm gewidmete Gedenktafel fand Aufnahme in die Walhalla bei Regensburg.

## Gedenktag
- evangelisch: 19. Mai im Evangelischen Namenkalender (als Ordensmann)[6]
- anglikanisch: 20. Mai[7]
- römisch-katholisch: 19. Mai (als Seliger)

## Werke
- MS-C-91 - Liber de divinis officiis. Benediktinerabtei (?), St. Gallen, 1025 Digitalisat